# Enrique de Valois-San-Rémi
Enrique de Valois-San-Rémi (París 1557-París, el 14 de febrero de 1621), barón de Fontette y de Essoyes, condé de Saint-Rémi.

## Vida
Era un hijo bastardo del rey Enrique II de Francia y de Nicole de Savigny.

### Matrimonio e hijos
En 1592, contrae matrimonio con Christine de Luze (o Deluze, o de Lux), nacida en ? – fallecida en 1636 en Fontette, hija del Señor Jacques de Luze (una familia de origen Luxemburgués). Le dio varios hijos, incluyendo:
- Francisco (1595-1648), barón de Fontette y de Essoyes, esposo de Carlota-Margarita de Mauléon.
- Juan (1599-1621).
- Renato (1606-1663), barón de Fontette y de Essoyes a la muerte de su hermano, esposo de Jacqueline de Brevot, con descendencia.

A veces se llamaba por el apelativo "bastardo de Valois" el cual jamás fue legitimado por el rey.
Él es el ancestro de Jeanne de la Motte-Valois, implicada en el célebre Asunto del collar.
A su muerte, fue enterrado en la Iglesia de Saint-Sulpice, en París.